# Alyla Browne
Alyla Browne (Sídney, Nueva Gales del Sur, 7 de abril de 2010) es una actriz australiana-estonia, conocida por interpretar a la joven Furiosa en la película Furiosa: A Mad Max Saga (2024) y a Maria Robotnik en la película Sonic the Hedgehog 3 (2024).

## Biografía
Browne se crio en Los Ángeles, Estados Unidos, donde su padre, un empresario e industrial, abrió una planta de reciclaje de botellas de plástico.
Asistió a las clases de actuación de su hermana en la Beverly Hills Playhouse durante varios años, pero era demasiado joven para participar en ellas. La actuación despertó su interés, y cuando regresó a Australia a la edad de seis años, comenzó su carrera en comerciales de televisión.

## Carrera
A la edad de 9 años, obtuvo su primer rol actoral en la serie de televisión de drama criminal Mr. Inbetween en 2019, donde interpretó el papel de la niña Maddy.En 2021 interpretó en la miniserie de TV Nine Perfect Strangers el papel de la hija de Masha Dmitrichenko, interpretada por Nicole Kidman. En 2023, interpretó en la miniserie de TV The Lost Flowers of Alice Hart el papel de la nieta de June Hart junto con Sigourney Weaver. En 2024, interpretó a Maria Robotnik en la película Sonic the Hedgehog 3.

## Filmografía

### Películas
| Año  | Título original                 | Título en español                                                                     | Personaje               | Ref.   |
| ---- | ------------------------------- | ------------------------------------------------------------------------------------- | ----------------------- | ------ |
| 2020 | Children of the Corn            | en España: Los chicos del maíz en Hispanoamérica: Los chicos del maíz                 | Angela Pratt            | [ 7 ]  |
| 2022 | Three Thousand Years of Longing | en España: Tres mil años esperándote en Hispanoamérica: Érase una vez un genio        | Alithea joven           | [ 8 ]  |
| 2023 | True Spirit                     | en España: Espíritu libre en Hispanoamérica: Espíritu libre                           | Jessica Watson, infante | [ 9 ]  |
| 2023 | The Secret Kingdom              | en España: El reino secreto en Hispanoamérica: El reino secreto                       | Verity                  | [ 10 ] |
| 2024 | Sting                           | en España: Sting, araña asesina en Hispanoamérica: Araña asesina                      | Charlotte               | [ 11 ] |
| 2024 | Furiosa: A Mad Max Saga         | en España: Furiosa: de la saga Mad Max en Hispanoamérica: Furiosa: de la saga Mad Max | Furiosa joven           | [ 12 ] |
| 2024 | Sonic the Hedgehog 3            | en España: Sonic 3, la película en Hispanoamérica: Sonic 3, la película               | Maria Robotnik          | [ 13 ] |

### Series
| Año  | Título original                                                     | Papel            | Notas       | Ref.   |
| ---- | ------------------------------------------------------------------- | ---------------- | ----------- | ------ |
| 2019 | Mr. Inbetween                                                       | Maddy            | 2 episodios | [ 14 ] |
| 2021 | Eden                                                                | Hedwig joven     | 2 episodios | [ 15 ] |
| 2021 | Nine Perfect Strangers (Nueve perfectos extraños )                  | Tatiana          | 7 episodios | [ 16 ] |
| 2023 | The Lost Flowers of Alice Hart (Las flores perdidas de Alice Hart ) | Joven Alice Hart | 6 episodios | [ 17 ] |